# Ortungsfunkdienst

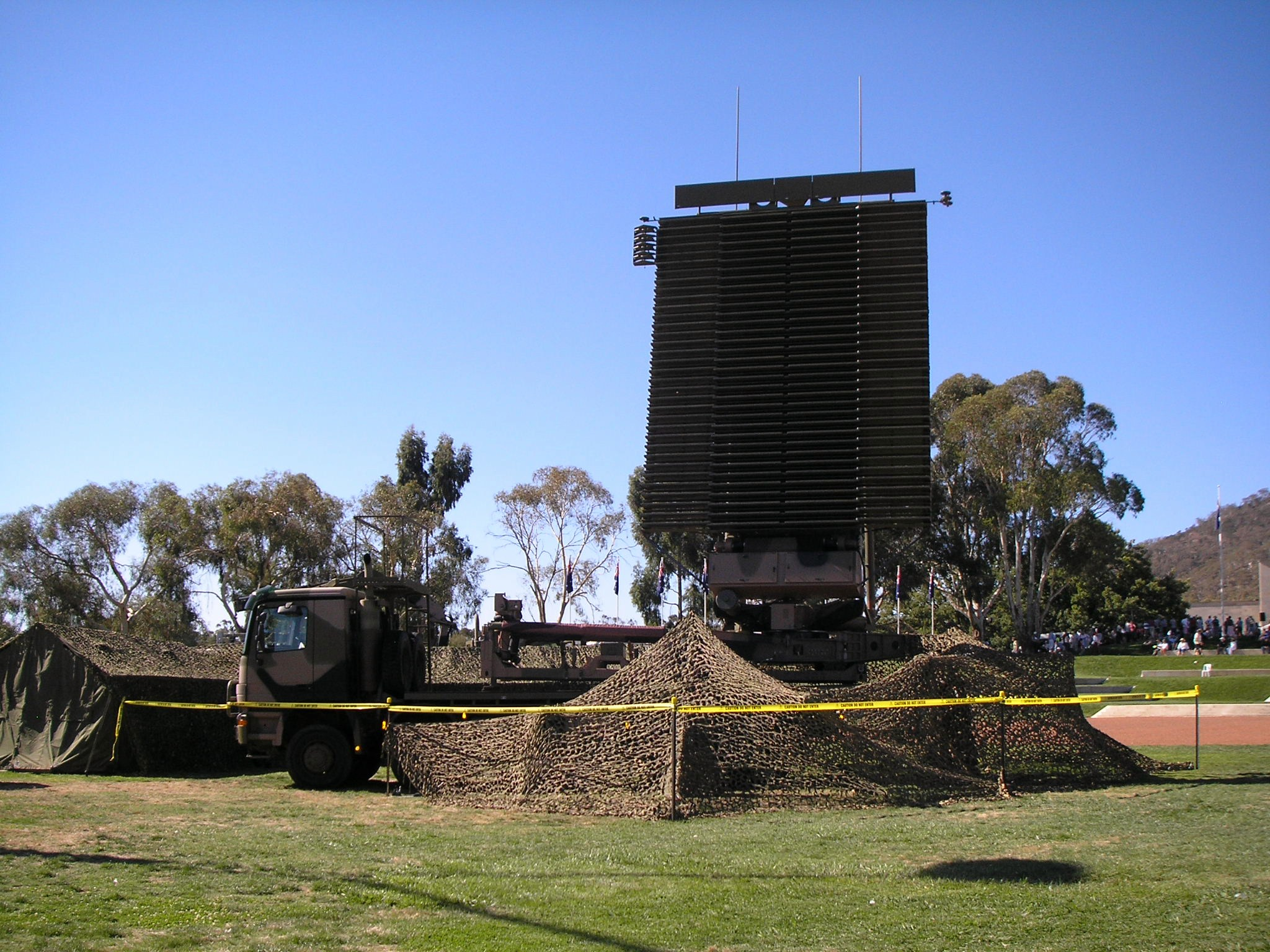
3D-Sensor nichtnavigatorischer Ortungsfunkdienst, Typ AN/TPS-77 der Royal Australian Air Force

Der Ortungsfunkdienst (englisch radiodetermination service) ist ein Funkdienst zum Zwecke der Funkortung. Diese benutzt den Empfang von Funkwellen zur Bestimmung des Ortes eines Gegenstandes unter der Voraussetzung, dass dieser Funkwellen reflektiert oder aussendet.
Dem Ortungsfunkdienst dienen u. a. Peilfunkstellen, Navigationsfunkstellen, Funkfeuer, Radarsensoren, Decca-Ketten etc. vorwiegend an Land, aber auch in Satelliten, Schiffen oder Flugkörpern.
Die VO Funk kategorisiert die Ortungsfunkdienste wie folgt:
- Ortungsfunkdienst (Artikel 1.40: A radiocommunication service for the purpose of radiodetermination.)
  - Ortungsfunkdienst über Satelliten (Artikel 1.41)
  - Navigationsfunkdienst (Artikel 1.42)
    - Navigationsfunkdienst über Satelliten (Artikel 1.43)
    - Seenavigationsfunkdienst (Artikel 1.44)
      - Seenavigationsfunkdienst über Satelliten (Artikel 1.45)

    - Flugnavigationsfunkdienst (Artikel 1.46)
      - Flugnavigationsfunkdienst über Satelliten (Artikel 1.47)

  - Nichtnavigatorischer Ortungsfunkdienst (Artikel 1.48)
    - Nichtnavigatorischer Ortungsfunkdienst über Satelliten (Artikel 1.49)